# فرودگاه لینگاین
فرودگاه لینگاین (به انگلیسی: Lingayen Airport) (به زبان بومی: Paliparan ng Lingayen) یک فرودگاه همگانی است که یک باند فرود آسفالت دارد و طول باند آن ۱۰۴۳ متر است. این فرودگاه در کشور فیلیپین قرار دارد و در ارتفاع ۲ متری از سطح دریا واقع شده است.